# 井上宮
井上 宮（いのうえ きゅう、19??年 - living）は、日本の小説家、ホラー作家。

## 経歴・人物
2016年（平成28年）、ホラー短編『ぞぞのむこ』で第10回小説宝石新人賞を受賞する。選考委員の唯川恵は、「とにかく迫力があるし、怖い作品である」と評価し、山本一力は、「どんどん読み進み、破綻なしに最後まで引っ張られた。とにかく〈ぞぞ〉というものを発明した筆者の力量にやられた」と評価している。
話を作るのが好きで、小学生時代はノートに物語を書き付けていたという。愛知教育大学の美術科に進学した頃、少女漫画を描いて出版社に持ち込んでいた。結婚・出産の後、名古屋で発行されていたミニコミ誌『暮らすメイト』を知り、投稿や編集などを通して、書くことへの関心を高める。文学賞へは30回以上応募したが落選が続き、学び直すために朝日カルチャーセンターの小説講座を受講、その後2016年に第10回小説宝石新人賞で初の受賞となった。

## 作品リスト
- ぞぞのむこ（『小説宝石』 2016年6月号）
- じょっぷに（『小説宝石』 2016年8月号）